# Панзо Соколов
Панзо Соколов е български революционер, деец на Вътрешната македоно-одринска революционна организация.

## Биография
Роден е в кумановското село Живине. Привечен е от Гоце Делчев във ВМОРО. Живине, заедно със съседното Винце, става център на българската организация в Кумановско. По време на Винишката афера в 1897 година къщата му е обсадена от аскер и Панзо Соколов и татко му са арестувани, като баща му умира в затвора. Става четник на Организацията. Участва в сраженията при Гюрищкия манастир през август 1903 година и при Пчиня. Арестуван е три пъти от османските власти, а по-късно и от сръбската власт.
В 1947 година му е отказана илинденска пенсия от югославските власти.
Умира след 1948 година.